# East Beach Cafe
East Beach Cafe je pobřežní kavárna ve Littlehamptonu ve Spojeném království navržená Thomasem Heatherwickem.
Konstrukce je 40 metrů dlouhá, 7 metrů široká a 5 metrů vysoká. Budova byla navržena tak, aby chránila výhledy z nedaleké chráněné oblasti a zároveň zákazníkům poskytovala výhledy na moře.
Budova získala hodně ocenění včetně Restaurant and Bar Design Awards za Exteriér v roce 2009, Coastal Cafe of the Year od National Magazine Company's Coast Awards 2011 a v roce 2008 mezinárodní cenu RIBA